# Ordre compost

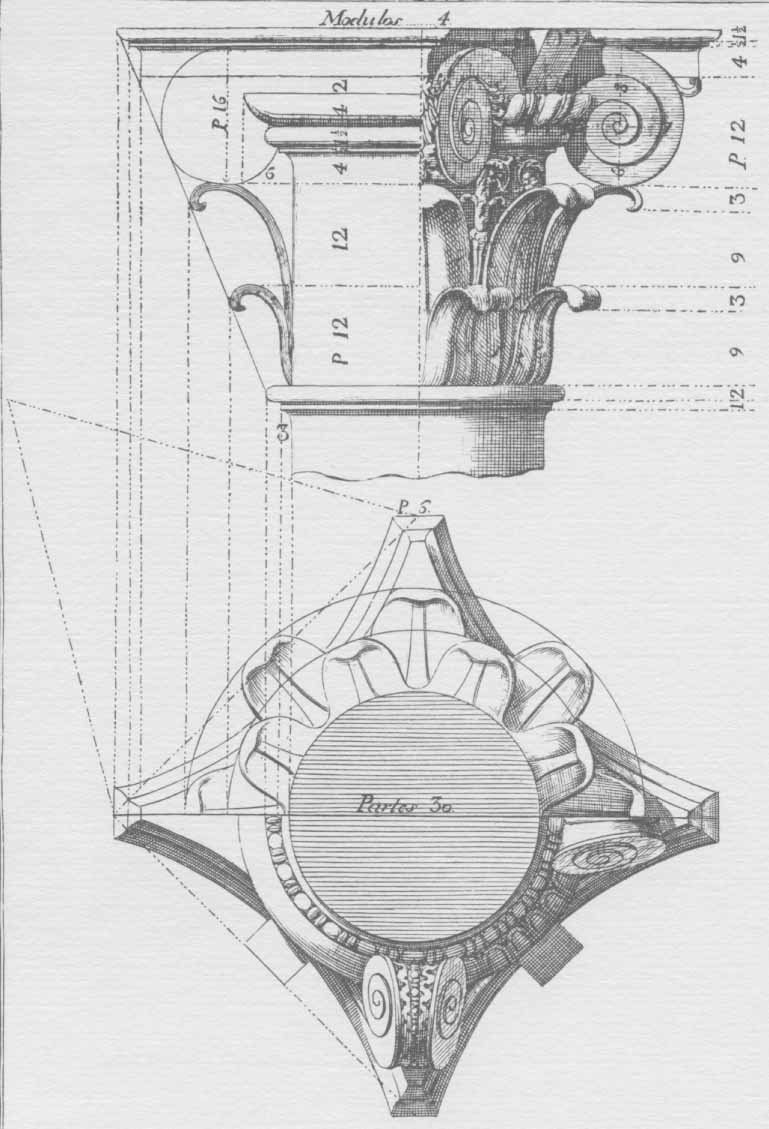
Esquema de capitell compost, segons Vignola.

L'ordre compost no pertany al grup dels ordres clàssics grecs (dòric, jònic i corinti), sinó que, amb el toscà, és una de les aportacions romanes als ordres clàssics. En proporcions i elements compositius és idèntic a l'ordre corinti, amb dues excepcions: la base, que és més rica en motllures i s'assembla a un capitell dòric invertit, i el capitell, que és una mescla o composició (d'ací el nom de l'ordre) del capitell jònic i del corinti. Del capitell jònic agafa les volutes de la part superior i del capitell corinti les fulles d'acant que adornen la part inferior. Va ser usat àmpliament durant l'època romana i durant el Renaixement i el Barroc.